# Ptínids
Els ptínids (Ptinidae) són una família de coleòpters polífags amb 230 gèneres i 2200 espècies. En moltes espècies, popularment coneguts com a corcs de la fusta, les larves s'alimenten de fusta on perforen galeries. En el moment de fer la pupa s'aproximen a la superfície i, en emergir l'adult, deixa un forat característic a la superfície de la fusta.

## Nomenclatura
Durant dècades, el nom d'aquesta família va ser Anobiidae Fleming, 1821 però, en aplicació del principi de prioritat del Codi Internacional de Nomenclatura Zoològica, el nom Ptinidae Latreille, 1802 té prioritat, ja que va ser publicat 19 anys abans.

## Morfologia general
La mida dels anòbids oscil·la entre 1,5 i 9 mm de longitud i són predominantment marrons, bruns, rogencs o negres. El cos gairebé sempre és cilíndric, a voltes arrodonit i està recobert per una abundant pubescència, que a vegades forma dibuixos sobre els èlitres. El cap està més o menys retret i amagat sota el pronot; les antenes poden ser filiformes, asserrades o pectinades; els ulls són grans. Les potes són primes i en alguns casos poden plegar-se i amagar-se en solcs sota el cos; els tarsos són pentàmers (amb cinc artells a cada pota).

## Biologia i ecologia

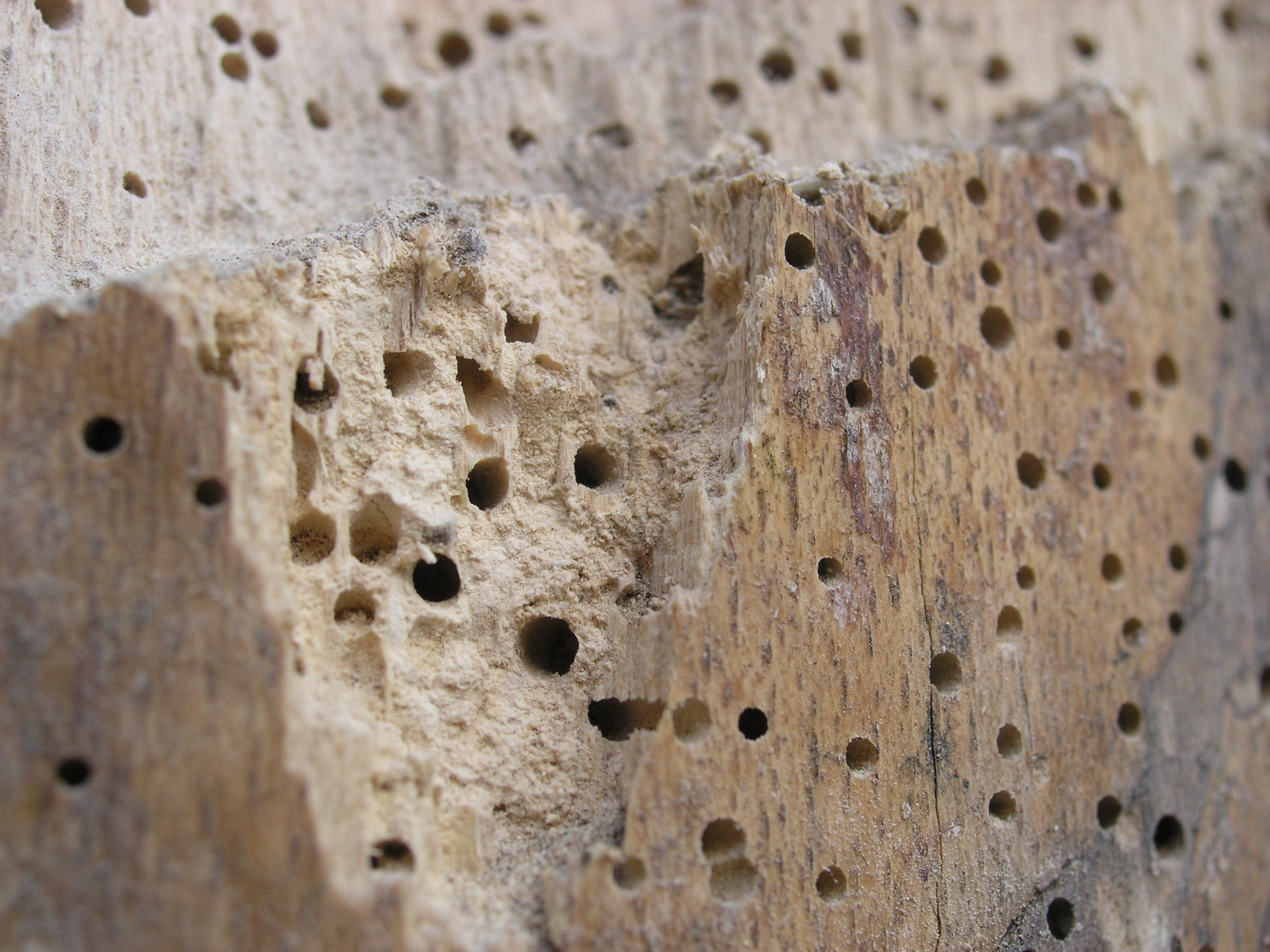
Fusta perforada per Anobium punctatum

Les femelles de les espècies xilòfagues dipositen els ous en esquerdes de la fusta tant natural com treballada. Les larves s'hi desenvolupen, i, en alguns casos, poden produir greus destrosses en bigues, retaules, mobles, i fins i tot en llibres. Els adults perforen la superfície de la fusta després de l'última muda i l'abandonen. Xestobium rufovillosum és conegut popularment com l'escarabat del rellotge de la mort mentre excava les galeries a la fusta produeixen cops audibles pels humans.
Algunes espècies es desenvolupen en fongs (Xyletinus), productes alimentaris (Stegobium) i fins i tot en tabac (Lasioderma).
Els adults són bons voladors, si es considera entre la resta d'escarabats, i es dispersen a la cerca de llocs favorables per a la posta;

## Taxonomia
El grup inclou els següents sub-grups taxonòmics (fins a gènere):
- Anobiinae Kirby, 1837
  - Anobium Fabricius, 1775 (corc dels mobles)
  - Gastrallus Jacquelin du Val, 1860
  - Hadrobregmus Thomson, 1859
  - Microbregma Seidlitz, 1889
  - Oligomerus Redtenbacher, 1849
  - Priobium Motxulski, 1845
  - Stegobium Motxulski, 1860
- Dorcatominae Thomson, 1859
  - Anitys Thomson, 1863
  - Caenocara Thomson, 1859
  - Dorcatoma Herbst, 1792
  - Stagetus Wollaston, 1861
- Dryophilinae LeConte, 1861
  - Dryophilus Chevrolat, 1832
  - Grynobius Thomson, 1859
- Ernobiinae Pic, 1912
  - Episernus Thomson, 1863
  - Ernobius Thomson, 1859
  - Ochina Sturm, 1826
  - Xestobium Motxulski,1845
- Eucradinae Le Conte, 1861
  - Hedobia Dejean, 1821
- Ptilininae Shuckard, 1840
  - Pseudoptilinus Leiler, 1963
  - Ptilinus Müller, 1764
- Ptininae Latreille, 1802 
  - Eupauloecus Mulsant & Rey, 1868
  - Gibbium Scopoli, 1777
  - Mezium Curtis, 1828
  - Niptus Boieldieu, 1856
  - Pseudeurostus Heyden, 1906
  - Ptinus Linnaeus, 1767
  - Sphaericus Wollaston, 1854
  - Trigonogenius Solier, 1849
- Xyletininae Gistel, 1856
  - Lasioderma Stephens, 1835 (corc del tabac)
  - Xyletinus Latreille, 1809